# Sigurjón’s Friends
Sigurjón’s Friends (рус. Друзья Сигурьоуна), также известный как Sjonni's Friends (англ. Друзья Сьонни) — исландский музыкальный коллектив, созданный специально для Евровидения 2011. В состав группы входят Гюннар Оулафсон (исл. Gunnar Ólafsson), Вигнир Снайр Вигфусон (исл. Vignir Snær Vigfússon), Паульми Сигюрхьяртарсон (исл. Pálmi Sigurhjartarson), Матиас Матиасон (исл. Matthías Matthíasson), Греймюр Эдн Хеймисон (исл. Hreimur Örn Heimisson) и Бенедихт Бринлейфсон (исл. Benedikt Brynleifsson).

## Евровидение 2011
12 февраля 2011 г. группа приняла участие в национальном исландском отборе на Евровидение (исл. Söngvakeppni Sjónvarpsins 2011) с песней «Aftur heim» («Обратно домой»), и выиграла его. Изначально песню «Aftur heim» должен был исполнить Сигурьоун Бринк, однако незадолго до финала отбора стало известно, что исполнитель скончался у себя дома в Гардабайре (городке в 20 км от столицы Исландии) от сердечного приступа. (у Сигурьоуна осталась жена и четверо детей). Узнав об этом, лучшие друзья певца (нынешний состав группы) объединились в коллектив под названием «Sigurjón’s Friends» (назван в честь покойного музыканта). Выиграв национальный отбор, группа получила возможность представить Исландию на конкурсе песни Евровидение 2011, который пройдёт в Дюссельдорфе, Германия. Английская версия песня («Coming Home») была исполнена в первом полуфинале (10 мая), и набрала достаточное количество зрительских голосов, чтобы выйти в финал песенного конкурса. В финале «Друзья» набрали всего 63 балла, и разместились на двадцатой позиции в финальном зачёте.

## Интересные факты
- У одного из участников группы (Гуннара Олафсона) уже был опыт участия на Евровидении — певец в составе дуэта TwoTricky представлял Исландию на Евровидении 2001. Тогда выступление прошло не очень удачно, и Исландия заняла последнюю (22-ю) позицию.
- «Aftur heim» могла бы стать первой песней на исландском языке, которая исполнена после отмены языкового барьера на Евровидении в 1999 г. С 1999 по 2010 г. Исландию представляли исключительно англоязычные песни[2].